# 12 mai 1969
Le lundi 12 mai 1969 est le 132e jour de l'année 1969.

## Naissances
- Béatrice Filliol, skieuse alpine française
- Francine Moreillon, skieuse suisse
- Héctor Iván Palacio, coureur cycliste colombien
- Igor Kováč, athlète slovaque, spécialiste du 110 m haies
- Kazuhiro Murata, joueur de football japonais
- Kim Fields, actrice américaine
- Melleny Brown, musicienne canadienne
- Mika Kannisto, joueur de hockey sur glace finlandais
- Olivier Jornot, politicien et avocat suisse
- Peter Soberlak, hockeyeur sur glace canadien
- Salim Ben Hamidane, homme politique tunisien
- Suzanne Clément, actrice canadienne

## Décès
- André Carnège (né le 20 décembre 1890), acteur français
- Axel-Herman Nilsson (né le 31 décembre 1894), coureur du combiné nordique suédois
- Karl Aegerter (né le 16 mars 1888), artiste suisse (1888-1969)
- Octave Amiot (né le 21 avril 1917), personnalité politique française

## Événements
- Début de Course de la Paix 1969